# Anthurium sulcatum
Anthurium sulcatum är en kallaväxtart som beskrevs av Adolf Engler. Anthurium sulcatum ingår i släktet Anthurium och familjen kallaväxter. Inga underarter finns listade.